# Jobst Paul
Jobst Paul (* 1946 in Ludwigsburg) ist ein deutscher Sprach-, Literatur- und Kulturwissenschaftler. Er ist wissenschaftlicher Mitarbeiter am Duisburger Institut für Sprach- und Sozialforschung, wo er sich u. a. mit Rassismus und Antisemitismus beschäftigt.

## Leben
Paul studierte Germanistik und Anglistik an den Universitäten in Tübingen, Heidelberg, Newcastle upon Tyne (England) und Freiburg im Breisgau und wurde 2003 bei Siegfried Jäger an der Universität Duisburg-Essen mit der Dissertation Das „Tier“-Konstrukt als Grundprinzip in Ausgrenzungsdiskursen. Eine diskursanalytische Studie zum Dr. phil. promoviert.
Er war Oberstudienrat für Deutsch, Englisch und Ethik bzw. Philosophie in Sulz am Neckar und Kamp-Lintfort. Seit 1990 ist Paul wissenschaftlicher Mitarbeiter am Duisburger Institut für Sprach- und Sozialforschung (DISS). Dort beschäftigt er sich u. a. mit Rassismus und Antisemitismus, insbesondere mit den jüdisch-christlichen Beziehungen, mit der jüdischen Sozialethik, mit „binärem Reduktionismus“ und mit didaktischen Konzeptionen gegen Ausgrenzung. 2004/05 leitete er die interdisziplinäre Projektgruppe „Staat, Nation, Gesellschaft“ und trägt derzeit Verantwortung für die Edition Deutsch-jüdische Autoren des 19. Jahrhunderts. Schriften zu Staat, Nation, Gesellschaft, die in Kooperation zwischen dem Duisburger Institut für Sprach- und Sozialforschung und dem Salomon Ludwig Steinheim-Institut für deutsch-jüdische Geschichte an der Universität Duisburg-Essen beim Böhlau Verlag publiziert wird.

## Bioethik
Zwischen 1989 und 1998 war Jobst Paul an der deutschen Singer-Debatte, der deutschen Euthanasie-Debatte, an der daran anschließenden US-Bioethik- und Grundrechtedebatte in Deutschland und am Widerstand gegen die so genannte Bioethik-Konvention des Europarats beteiligt.
Zusammen mit Wilma Kobusch ✝ (Gelsenkirchen), Erika Feyerabend (Essen) und mit Ursula Fuchs (Düsseldorf) begründete Paul die Bürgerinitiativen ‚Bürger gegen Bioethik‘ und ‚Internationale Initiative gegen die Bioethik-Konvention‘, denen es gelang, ein breites Bündnis u. a. aus deutschen Sozialverbänden, Behinderten- und Betroffenenverbänden, aus Kirchen und Parteien zusammenzuführen. Im Jahr 1995 war Jobst Paul Anhörperson im Deutschen Bundestag.
Anlass für die deutsche Singer-Debatte, die deutsche Euthanasie-Debatte und die daran anschließende Bioethik- und Grundrechtedebatte in Deutschland waren theoretische und institutionelle Vorstöße aus Philosophie (Peter Singer) und Humanforschung, insbesondere von Vertretern der US-amerikanischen Bioethik (Applied Ethics), im Rahmen der Humanforschung die Einschränkung gewisser individueller Grundrechte, darunter auch des individuellen Lebensrechts, zu ermöglichen, um künftige Fortschritte der Forschung zugunsten der Menschheit insgesamt nicht zu gefährden. Parallel dazu wurden im Rahmen des Gesundheitswesens Einschränkungen bei Maßnahmen der Lebensverlängerung und der Lebenserhaltung (aktive und passive Euthanasie) und die Privatisierung der Gesundheitssysteme gefordert. Der Widerstand gegen diese Vorstöße knüpfte sich insbesondere an die US-bioethische Unterscheidung zwischen so genannten ‚Personen‘, denen volle Menschenwürde und Menschenrechte zukommen sollen, und so genannten ‚Nicht-Personen‘, denen eine nur reduzierte, ggf. auch keine Menschenwürde oder Menschenrechte zukommen sollen.
Der Begriff der ‚Person‘ ging in die Charta der Grundrechte der Europäischen Union ein.
Die Charta wurde unter der Leitung von Roman Herzog zwischen Dezember 1999 und Oktober 2000 erarbeitet. Sie war ursprünglich Teil II des Europäischen Verfassungsvertrages, der am 29. Oktober 2004 unterzeichnet wurde und der 2006 in Kraft treten sollte, dann aber scheiterte. Die Charta hat inzwischen Rechtskraft als eigenständiges Dokument erlangt, indem im Vertrag von Lissabon (2009) (Artikel 6) ein Verweis auf sie eingefügt wurde.
Darüber hinaus weist auch die UNESCO-Declaration zum Menschlichen Genom Abwägungen auf zwischen Menschenrechten, die dem menschlichen Individuum, und präferierten, übergeordneten Menschenrechten, die der Menschheit insgesamt zukommen sollen.
Als Konsequenz der deutschen Debatte kam es 1995 zu einer Respekt-Kampagne und Neuausrichtung der „Aktion Sorgenkind“ und am 1. März 2000 zur Umbenennung in „Aktion Mensch“. Die Debatte führte darüber hinaus zur Einrichtung der Bundestags-Enquete-Kommissionen Recht und Ethik der modernen Medizin (2000–2002), Ethik und Recht der modernen Medizin (2003–2005) sowie seit 2001 zur Beratung des Gesetzgebers durch Experten im Nationalen Ethikrat.  Dieser wurde im Jahr 2007 durch den Deutschen Ethikrat ersetzt und ist beim Deutschen Bundestag angesiedelt.

## Binarismus-These/‘Tier‘-Konstrukt
1991 legte Jobst Paul Umrisse eines Analysekonzepts vor, das über die bisherige Rassismusforschung hinaus auf die Entschlüsselung des Tiefen-Codes von Text- und visuellen Aussagen der De-Humanisierung zielt. In neueren Publikationen weitet er die Grundlagen des Konzepts und seiner aussagenanalytischen Anwendung erheblich aus.
Das Konzept geht davon aus, dass die westliche Kulturtradition nicht unterschiedliche Codes der Herabsetzung hervorgebracht hat, sondern einen einzigen Code, der mit unterschiedlichen Begründungen (homophob, sexistisch, rassistisch, antisemitisch, autoritaristisch etc.) gegen jeweils konstruierte ‚Minderheiten‘ gerichtet werden kann.
Nach Paul ist der westliche Code der Herabsetzung binär strukturiert und ‚leer‘, indem er das ideal ‘gute’ Portrait der Ich/Wir-Gruppe allein durch die binäre Entgegensetzung zum (vollkommen) ‚schlechten‘ Portrait der de-humanisierten Minderheit evoziert.
Die positive Selbstzuschreibung der Ich/Wir-Gruppe (‚human‘, ‚zivilisiert‘ bzw. ,rational‘) erfolgt danach stets über eine Kopf-Metaphorik, die in der Tiefenstruktur als (totale) Selbstlosigkeit, Arbeit fürs und Hingabe ans Kollektiv de-codiert werden kann.
Die Negativzuschreibung des ‚Nicht-Humanen‘, ‚Nicht-Zivilisierten‘, ‚Irrationalen‘, ‚Wilden‘ als Portrait der herabgesetzten ‚Sie-Gruppe‘ erfolgt dagegen über eine Körper-Metaphorik, die das Gegenüber als ‚egoistischen‘ Trieb-Automaten ‚ohne Kopf‘, allerdings oft mit instrumenteller (eigentlich: ‚zerebellarer‘) Vernunft, zeichnet.
Die narrativen Elemente der Herabsetzung setzen sich nach Paul zusammen aus dem Motiv der ‚Dummheit‘ sowie aus den frontal herabsetzenden Sex-, Fress- bzw. Ausscheidungsmotiven. Mit Hilfe des gesamten Narrativs soll Zielgruppen insbesondere die Unfähigkeit oder der Unwille zur ‚Triebkontrolle‘ zugeschrieben werden, d. h. dekodiert: die Unfähigkeit zur Güterakkumulation fürs Kollektiv. Das Narrativ ist damit gleichzeitig für kapitalistische Postulate wie für eine ‚zivilisatorisch‘ gedeutete Form der christlichen ‚Nächstenliebe‘ anschlussfähig.
Im Anschluss an Jacques Derrida, der vom philosophical animal spricht, folgert Paul darüber hinaus, dass das Narrativ mit dem in der westlichen Philosophie tradierten, polemischen Begriff vom ‚Tier‘ deckungsgleich ist, der auch den westlichen Umgang mit (realen) Tieren bestimmt hat und bestimmt. Daraus leitet sich der Begriff ‚Tier-Konstrukt‘ ab.
Nach Paul kann das Analyse-Konzept auch auf die Entschlüsselung visueller und medialer Formen der De-Humanisierung (Gewaltästhetik) übertragen und mit den Analysen verknüpft werden, die Erich Fromm und nach ihm Max Horkheimer/Theodor W. Adorno etc. in den 1950er Jahren im Rahmen ihrer Arbeiten zum ‚autoritären Charakter‘ vorlegten.

## Schriften (Auswahl)
- Das [Tier]-Konstrukt – und die Geburt des Rassismus: Zur kulturellen Gegenwart eines vernichtenden Arguments. Unrast, Münster 2004, ISBN 978-3-89771-731-2.
- mit Heiko Kauffmann, Helmut Kellershohn (Hrsg.): Völkische Bande. Dekadenz und Wiedergeburt. Analysen rechter Ideologie (= Edition DISS. Bd. 8). Unrast, Münster 2005, ISBN 3-89771-737-9.
- mit Michael Brocke, Margarete Jäger, Siegfried Jäger, Iris Tonks: Visionen der gerechten Gesellschaft. Der Diskurs der deutsch-jüdischen Publizistik im 19. Jahrhundert. Böhlau, Köln u. a. 2009, ISBN 978-3-412-20315-3.
- mit Klaus Holz, Heiko Kauffmann (Hrsg.): Die Verneinung des Judentums. Antisemitismus als religiöse und säkulare Waffe (= Edition DISS. Band 22). Unrast, Münster 2009, ISBN 978-3-89771-751-0.
- mit Michael Brocke (Hrsg.): Gotteserkenntnis und Menschenbild (= Deutsch-jüdische Autoren des 19. Jahrhunderts, Anthologie. Bd. 1). Böhlau, Köln u. a. 2011, ISBN 978-3-412-20452-5.
- mit Helmut Kellershohn (Hrsg.): Der Kampf um Räume. Neoliberale und extrem rechte Konzepte von Hegemonie und Expansion. Unrast, Münster 2013, ISBN 978-3-89771-763-3.
- mit Michael Brocke (Hrsg.): Nächstenliebe und Barmherzigkeit. Schriften zur jüdischen Sozialethik (= Deutsch-jüdische Autoren des 19. Jahrhunderts, Anthologie. Bd. 2). Böhlau, Köln u. a. 2014, ISBN 978-3-412-22279-6.